# Schwabo
Das Wort Schwabo (serbokroatisch Švabo Швабо, in Serbien Švaba) ist im ehemaligen Jugoslawien eine umgangssprachlich verwendete Bezeichnung für alle Deutschsprachigen. 
Die Bezeichnung leitet sich ab von den Donauschwaben, der deutschsprachigen Minderheit, die vom 18. Jahrhundert bis zum Zweiten Weltkrieg in Slawonien, der Batschka und dem Banat lebte. In diesen multiethnischen Gegenden siedelten die Schwaben neben Kroaten, Ungarn, Serben und Rumänen. Donauschwäbische Dörfer gab es bis vor die Tore Belgrads. So bürgerte sich die Bezeichnung „Schwabe“ als pars pro toto mit der Zeit für alle Deutschsprachigen ein, egal ob diese tatsächlich Donauschwaben waren oder aus anderen deutschsprachigen Gebieten der Habsburgermonarchie stammten.
Heute wird die Bezeichnung „Schwabo“ meist von aus dem ehemaligen Jugoslawien stammenden Immigranten für alle Deutschsprachigen verwendet, egal ob es sich dabei um Österreicher, Deutsche oder Deutschschweizer handelt. Diese umgangssprachliche Bezeichnung kann eine heiter-ironische Bedeutung haben, aber auch abwertend gemeint sein (Ethnophaulismus) und stellt damit das Pendant zu den Begriffen Jugo oder Tschusch dar, die in ähnlicher Weise teilweise von den Bewohnern dieser Zielländer für die Immigranten aus Kroatien, Bosnien und Serbien verwendet werden.